# Портлендский художественный музей (Орегон)
Портлендский художественный музей (англ. Portland Art Museum; сокр. PAM) — культурное учреждение США, расположенное в городе Портленд (штат Орегон).
Музей основан в 1892 году и является старейшим художественным музеем на Западном побережье США и седьмым, начиная с года основания, в Соединенных Штатах. На сегодня музей входит в число двадцати пяти крупнейших художественных музеев США, имея в общей сложности площадь в 22 000 м². В нём собрано более 42 000 произведений искусства. Его составной частью является Северо-Западный киноцентр (англ. Northwest Film Center). Портлендский музей аккредитован Американским альянсом музеев.
Основан несколькими ведущими бизнесменами города, создавшими ассоциацию Portland Art Association, поставившей своей целью создание первоклассного музейного комплекса. Одной из первых его коллекций стал подарок местного жителя — Генри Корбетта (англ. Henry Corbett), передавшего в музей около ста гипсовых греческих и римских скульптур. Другой житель города — Уинслоу Айер (англ.  Winslow Ayer) и его жена во время своих поездок в Европу консультировались на предмет приобретения работ других американских музеев для Портлендского музея. Последовательно музеем приобретались шедевры искусства, которые привлекали сюда всё больше посетителей. Этому способствовало и проведение в музее художественных выставок.
Здание музея, в котором он расположен и по настоящее время, было открыто для публики 18 ноября 1932 года. Его спроектировал архитектор Пьетро Беллучи. В 1939 году оно претерпело реконструкцию, в результате чего его площади удвоились. В настоящее время с коллекцией, состоящей более чем из 40 000 объектов, Портлендский художественный музей является одним из ведущих учреждений культуры на Тихоокеанском побережье Северо-Запада США.
Музей открыт ежедневно с 10:00 до 17:00, кроме понедельника и вторника.